# Arginine dihydrolase
Pour les articles homonymes, voir ADH.
L'arginine dihydrolase (ADH) ou  arginine désiminase, souvent écrite arginine déiminase par anglicisme, est une hydrolase qui catalyse la réaction :
L-arginine + H2O  {\displaystyle \rightleftharpoons }  L-citrulline + NH3.

## L'enzyme
Le nom systématique de l'enzyme est la L-arginine iminohydrolase. On trouve aussi : arginine déiminase (nom officiel selon EC) ; citrulline iminase ; L-arginine déiminase.
L'arginine dihydrolase (ADH) est une enzyme capable en anaérobiose de dégrader l'arginine agissant selon les deux réactions successives :

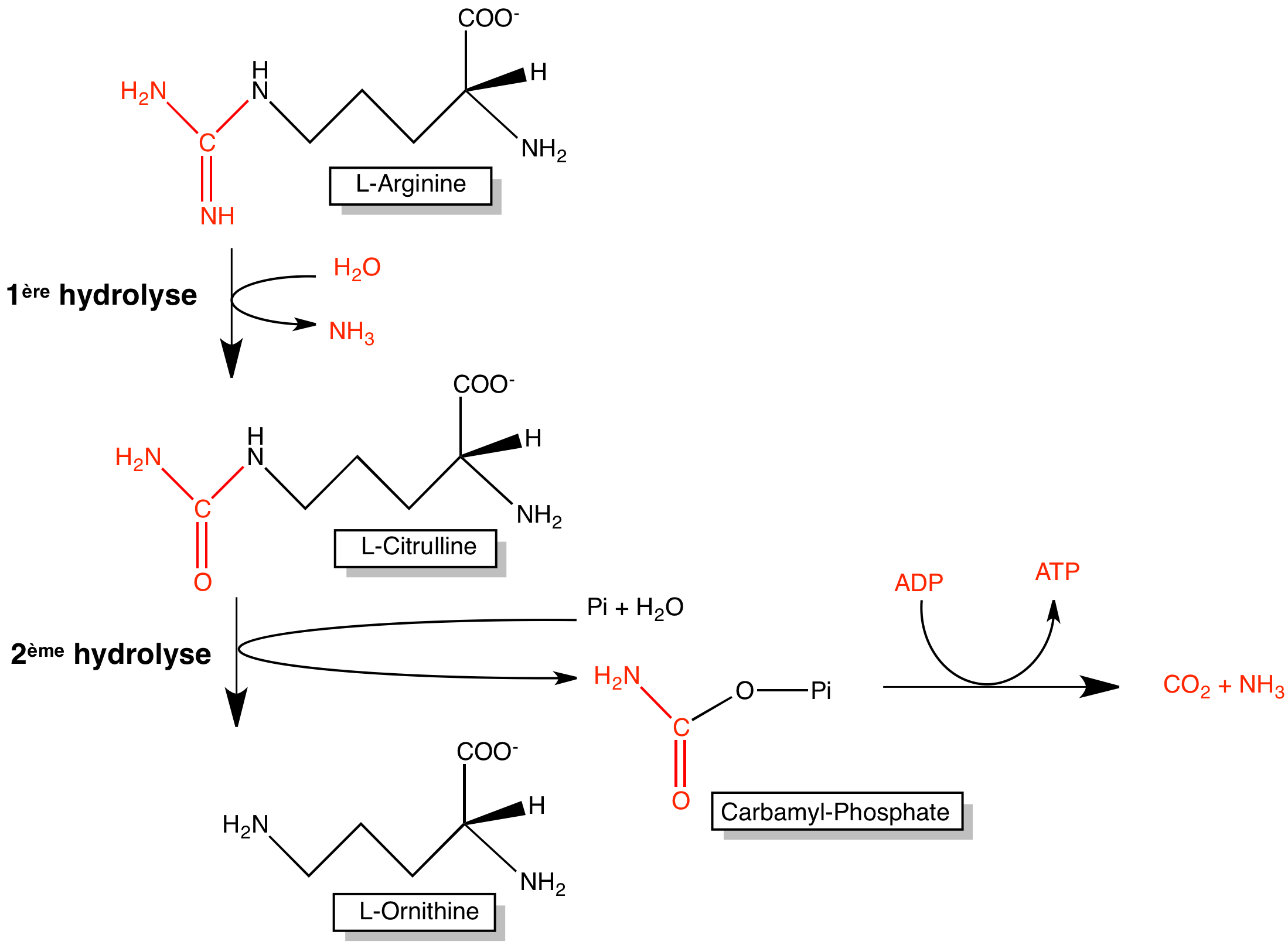

Cette réaction libère de l'ammoniac, de l'ornithine et du dioxyde de carbone, composés basiques mis en évidence en bactériologie dans les milieux de Moeller pour l'identification bactérienne. 
La bactérie testée ADH + peut aussi posséder une ODC. Dans ce cas alcalinisation sera beaucoup plus importante.
Elle agit aussi sur la canavanine.
Elle est différente de l'arginase qui libère de l'urée. D'ailleurs, les bactéries ADH + sont le plus souvent uréase -.

## Autres utilisations
Du fait de ses propriétés antitumorales, l'arginine déiminase est étudiée en oncologie.

## Voie arginine dihydrolase
L'arginine dihydrolase intervient naturellement dans le métabolisme de certains protozoaires (Giardia), ainsi que dans une algue verte.

## Milieu et Technique
Voir Lysine décarboxylase et Milieu de Moeller